# 韋爾納泰 (提契諾州)
韋爾納泰是瑞士的城鎮，位於該國南部，由提契諾州負責管轄，面積1.51平方公里，海拔高度546米，2011年人口575，七成人口信奉羅馬天主教，人口密度每平方公里381人。